# St.-Theresien-Kirche (Rheineck)

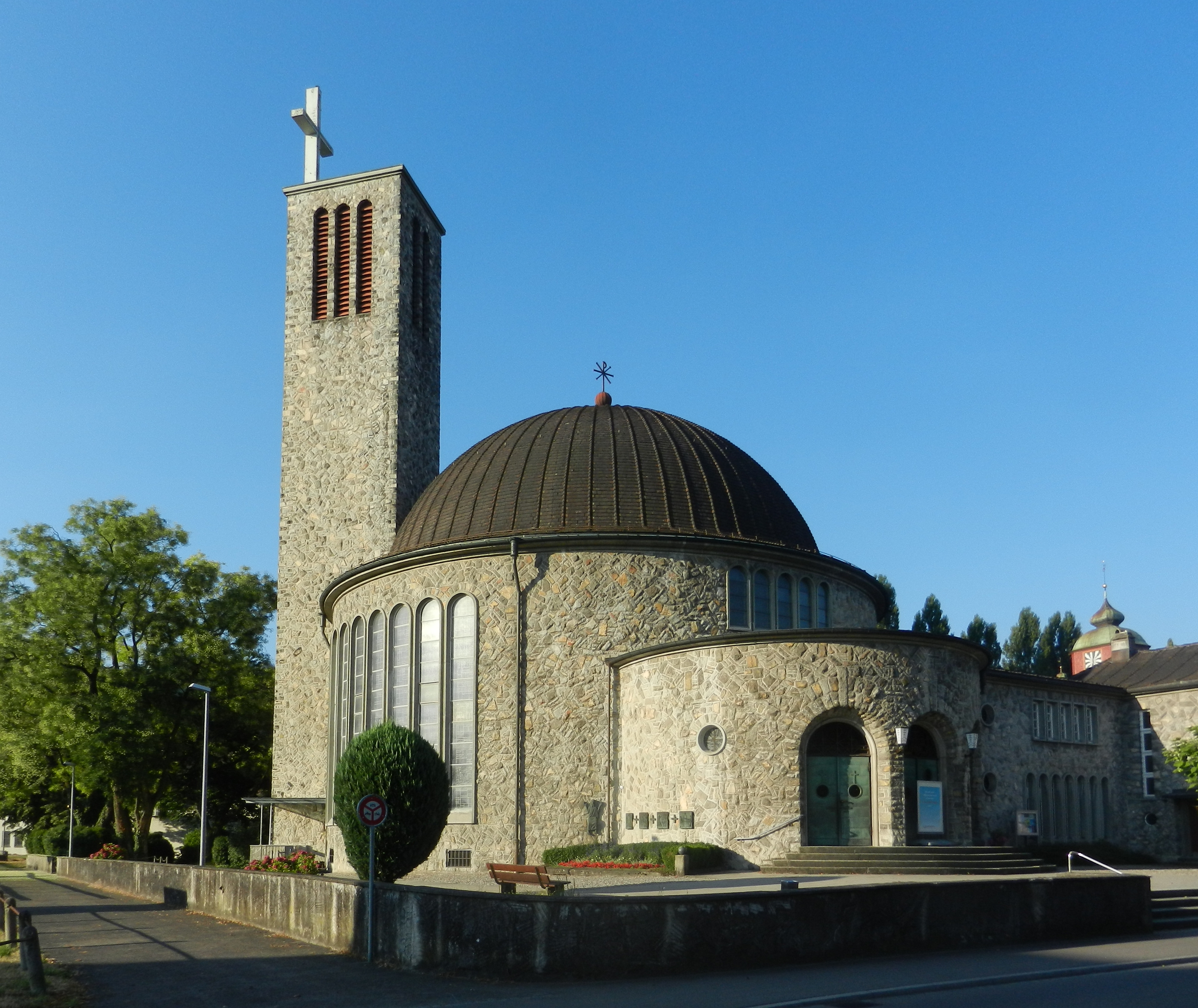
Aussenansicht der Kirche

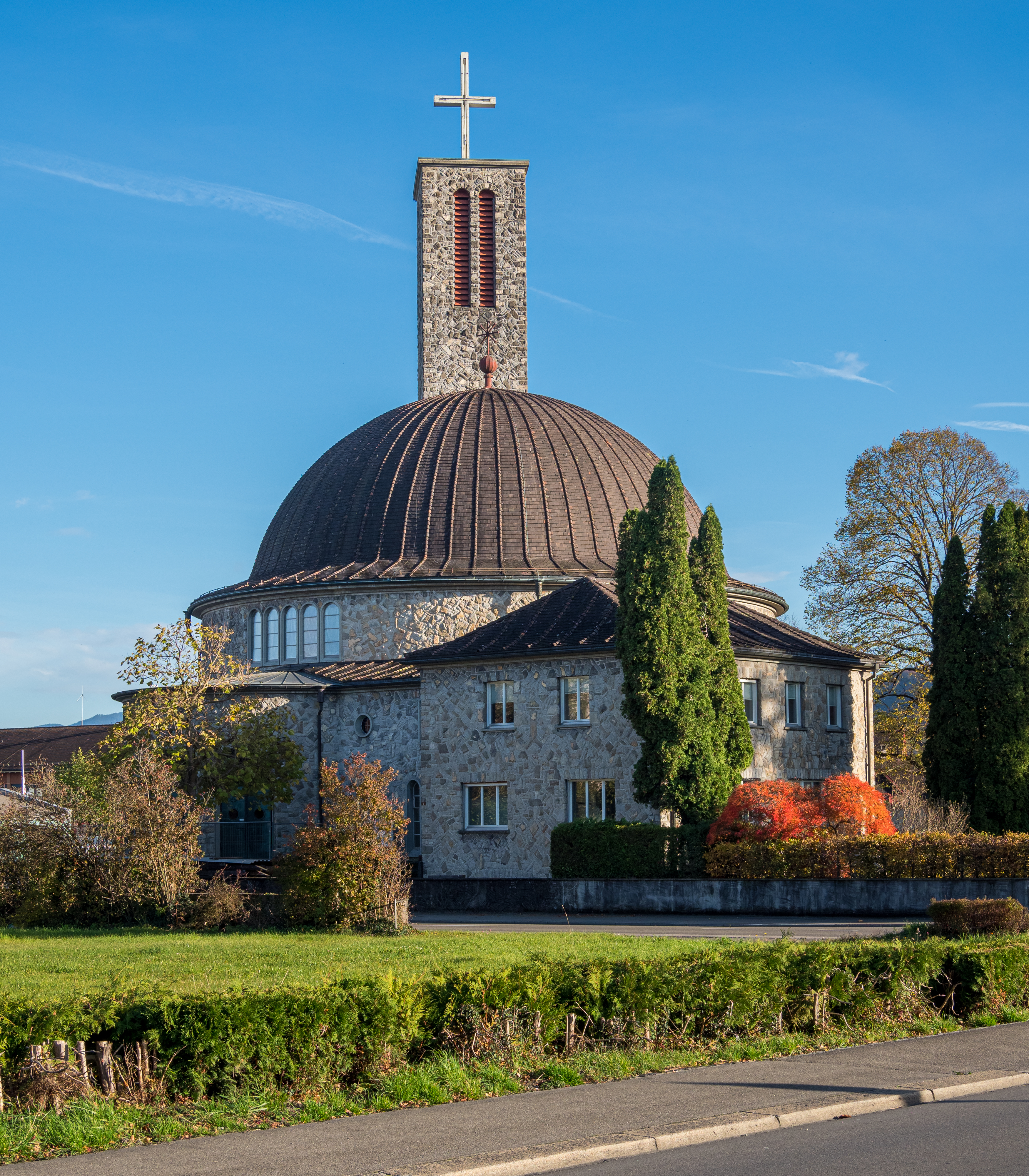
Theresienkirche von Nord-Nordwest

Die St.-Theresien-Kirche in Rheineck ist eine römisch-katholische Kirche im Kanton St. Gallen in der Schweiz.

## Geschichte
1930 wurde der Standort der heutigen Kirche erworben. Durch eine Spendenaktion unter der Leitung des Pfarrers Albert Oesch kamen in drei Jahren 100 000 Franken zusammen. Trotz einiger Probleme wurde 1932 mit dem Bau der Theresienkirche begonnen und Ende 1933 wurde diese durch Bischof Alois Scheiwiler geweiht. Seit 1946 ist die Katholische Kirche Rheineck eine eigenständige Kirchengemeinde.

## Beschreibung
Die Kirche besteht aus einem runden Hauptgebäude und einem Turm. Im Innenraum befindet sich auch ein Altarhaus. Im Schiff befinden sich mehrere Figuren der Schutzpatronin, der heiligen Theresia. Die Fenster wurden unter anderem von August Wanner verglast. Später wurden die kleinen Räume umgenutzt; heute befinden sich darin verschiedene Büros und Besprechungsräume.
Bekannt ist ausserdem die Theresenkapelle mit einem grossen Abbild der heiligen Theresia, entworfen von Johannes Hugentobler.